# Комісарівський заказник
Коміса́рівський зака́зник — лісовий заказник загальнодержавного значення. Розташований у межах П'ятихатського району Дніпропетровської області. Революційний, свого часу, приклад степового лісорозведення.

## Загальні відомості
Заказник розташований на південний захід від села Новоукраїнка і на північ від села Лозуватка, на території П'ятихатського лісництва, квартали 9—46, у верхів'ях балок Довжик та Тетяниної (ліві притоки р. Лозуватки) і на вододільному просторі між ними.
Охороняється штучний лісовий масив у степовій зоні, закладений у 1870-х рр.
Площа 947 га. Статус заказника отримав у 1974 році.
Керуюча організація: Верхньодніпровський держлісгосп, П'ятихатське лісництво.

## Характеристика
Переважають мішані насадження — дуб звичайний, ясен, клен татарський, акація біла тощо. На окремих ділянках зростають чисті ясенові та білоакацієві деревостани. Всього тут налічується понад 20 видів деревних порід. Середній вік насаджень бл. 80 років; найстаріші (110–120 років) збереглися невеликими куртинами. Найбільшу созологічну цінність являють ділянки із залишками природного байрачного лісу, де трапляються групи віковічних груш та дубів. Окремо виділяються найцінніші дуби, що виросли в напіввідкритих умовах і досягають у обхваті 4—5 метрів.
Тваринний світ: сарна європейська, куниця кам'яна, свиня дика, лисиця та інші типові види. Багата орнітофауна.

## Історія
У середині XIX ст. починалося тотальне розорювання цілинних степів, майже безконтрольно відбувалася вирубка численних на той час природних байрачних та заплавних лісів. Коров'ячі гурти та отари овець сильно експлуатували землю, призводячи до деградації рослинного покриву, ґрунту, внаслідок чого підсилювалася ерозія і почали збільшуватися провалля та яри. Почастішали пилові та піщані бурі. Більшість землевласників прагнули отримати максимальний прибуток від землі, і мало хто дбав про неї. Поміщик Бродський Ераст Костянтинович переймаючи досвід провідних європейських господарств, почав насаджувати на своїх землях ліси. Власними силами збирали посівний матеріал та створювали «шкілки» для вирощування посівного матеріалу. За декілька років десятки, а згодом і сотні гектар були засаджені молодими деревцями. За деякими даними у Бродських з 20 тисяч десятин землі лише 7 було зайнято ріллею, все інше складало пасовища, водойми та лісові насадження. Окрім найбільших і найвідоміших Комісарівського та Грушуватського лісів з ініціативи Ераста Бродського було створено ще багато малих та дещо більших лісових масивів.
Сам Комісарівський ліс було закладено на початку 1870-х років з використанням різноманітних схем посадок, які вже за радянської влади зазнали значних реконструкції. Під час революцій та війн XX століття ліс зазнавав часткового знищення, але в цілому масив площею майже 10 квадратних кілометрів зберігся.
Під час визвольних змагань 1918-1920 років у Комісарівському лісі часто збиралися на наради партизани та повстанці
У лісі є старе лісництво, в якому колись базувалася Комплексна експедиція ДНУ по вивченню степових лісів. Цей ліс, як приклад успішного лісорозведення, неодноразово привертав увагу вчених Радянського Союзу, у нім проводилося багато експериментів та різнопланових лісознавчих досліджень.
Орнітофауну лісового масиву свого часу вивчали В. В. Стаховський, М. П. Акімов, А. А. Губкін, В. Л. Булахов.
Заказник відображає історію степового лісорозведення. Має науково-пізнавальне, ґрунтозахисне і водорегулююче значення. З Комісарівським заказником пов'язана діяльність лісовода Георгія Висоцького.